# Mahamadou Diarra
Mahamadou Diarra (født 18. maj 1981 i Bamako) er en malisisk fodboldspiller, der spiller som defensiv midtbanespiller som i øjeblikket er kontraktløs, efter han ikke fik forlænget sin kontrakt med Fulham. Han er kaptajn for Malis fodboldlandshold. Han har tidligere spillet for blandt andet den spanske storklub Real Madrid og de franske klubber Olympique Lyon og Monaco.
I Real Madrid havde han trøjenummer 6 men det blev taget fra ham da den anden Diarra nemlig Lassana Diarra fik tildelt men fik det igen da Lassana Diarra skiftede til nummer 10